# Bataille de fort Davidson
Guerre de Sécession
Batailles
Expédition de Price au Missouri
- Fort Davidson
- 4e Boonville
- Glasgow
- Lexington
- Little Blue River
- 2e Independence
- Byram's Ford
- Westport
- Marais des Cygnes
- Mine Creek
- Marmiton River
- 2e Newtonia

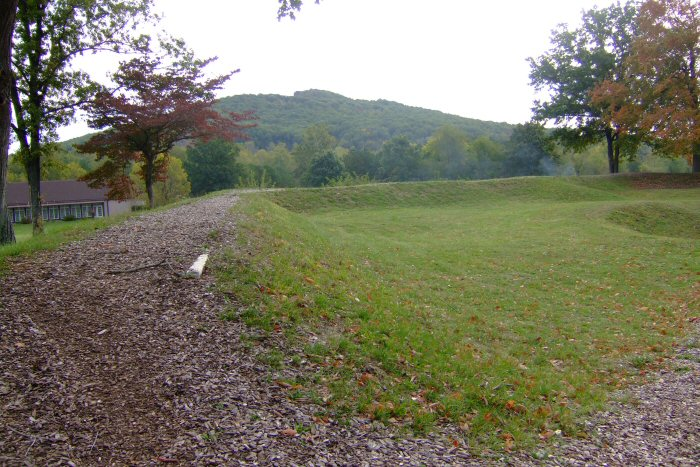
Un côté de fort Davidson comme on le voit actuellement. Le cratère de l'explosion de la poudrière est visible à l'extrême droite. Pilot Knob est la colline à l'arrière.

La bataille de fort Davidson, aussi connue comme la bataille de Pilot Knob, est l'engagement d'ouverture du raid du Missouri de Price pendant la guerre de Sécession. Cet engagement s'est produit le 27 septembre 1864, juste à l'extérieur de Pilot Knob dans le comté d'Iron, au Missouri. Bien que moins nombreux à plus de un contre dix, les défenseurs de l'Union réussissent à repousser les assauts confédérés répétés contre leurs œuvres, et peuvent s'enfuir pendant la nuit en exploitant un trou dans les lignes du siège sudiste. Les rebelles attaquants prennent possession du fort le lendemain, mais les pertes en hommes et la consommation des munitions de Price mettent fin à son objectif de capturer St. Louis pour la Confédération.[réf. nécessaire]

## Prélude
En avril 1864, la Confédération se retrouve dans une situation militaire de plus en plus désespérée. Incapable de remporter des victoires décisives ou d'obtenir la reconnaissance de l'étranger, sa principale stratégie à ce point est simplement de s'accrocher et espérer que le nombre énormes de victimes de l'Union entraîne un rejet de la guerre lors des élections dans le Nord, rejetant Abraham Lincoln en novembre. Le candidat démocrate, le général George B. McClellan, voit son parti adopter un article pour faire la paix avec le Sud, si le parti est couronné de succès—un article que McClellan est contraint de désavouer après les succès militaires de l'Union de l'été. Cependant, malgré les nombreuses et récentes victoires de l'Union, un seul grand désastre militaire dans ce fragile de l'automne de 1864 pourrait encore embarrasser politiquement Lincoln et potentiellement entraver sa réélection.[réf. nécessaire]
Alors que l'élection approche, les choses commencent à empirer pour le Sud. Le général Ulysses S. Grant a bloqué Robert E. Lee en Virginie, tandis que le général William Sherman a verrouillé le combat avec le général Joseph Johnston au nord d'Atlanta. L'armée du général George Crook se tient dans la vallée de la Shenandoah. Le seul domaine qui semble offrir des possibilités pour l'armée confédérée pour embarrasser l'Union est à l'ouest. En conséquence, le major général Sterling Price est choisi pour cette tâche. Il lève une force mixte de 12000 hommes de cavalerie et d'infanterie montée, plus quatorze canons, qu'il appelle l'armée du Missouri, afin de « libérer » son état d'origine.[réf. nécessaire]
En septembre 1864, Price quitte Camden, en Arkansas et marche vers le nord dans le Missouri. Son objectif initial est Saint-Louis, la ville la plus importante de l'État. Si Sherman capture Atlanta, qui fournirait un énorme coup de pouce à la campagne de réélection de Lincoln, la capture de Saint-Louis par Price – avec les énormes quantités d'armes dans l'arsenal de Saint-Louis – pourrait encore s'avérer catastrophique pour les républicains. Alors qu'elle se déplace vers le nord en direction Ironton, à proximité du terminus du chemin de fer de la montagne de fer de Saint-Louis, l'armée de Price arrive au fort Davidson avec une garnison de 1500 hommes et sept canons, une cible tentante. Price a un total de 12000 fantassins montés sous son commandement, dont 3000 sont sans armes. La capture du fort et de sa garnison serait certainement bénéfique pour le moral du Sud.[réf. nécessaire]
Alors que Price s'apprête à s'emparer de la garnison, il reçoit des nouvelles de l'envoi de troupes fédérales vers le sud pour l'intercepter. Ordonnant à des détachements de détruire le chemin de fer au nord, sans tarder, il déplace lentement ses trois principales brigades dans la vallée de l'Arcadia, où il investit le fort avec ses trois divisions , le soir du 26 septembre.[réf. nécessaire]
Le brigadier général de l'Union Thomas Ewing, commandant adjoint du district de Saint-Louis et un beau-frère de William T. Sherman, est arrivé au fort Davidson avec 200 fantassins de l'Iowa pour augmenter la petite force fédérale déjà présente. Il fait des reconnaissances de la route que Price pourrait prendre en direction de Saint-Louis quand il apprend que le chemin de fer d'Ironton-Saint-Louis derrière lui a été coupé par la cavalerie confédérée. En dépit d'être en infériorité numérique à plus de un contre dix, il décide de résister et de se battre. Le fort occupe une position défensive, avec des murs hexagonaux de neuf pieds de haut et dix pieds d'épaisseur, entourés d'un fossé sec de neuf pieds de profondeur. Deux longues tranchées courent le long des murs, tandis qu'une palissade renforcée surplombe les ouvrages. L'accès ne peut se faire que par un pont-levis sur l'angle sud-est de la structure. Un champ de tir de 300 yard ( Unité «  » inconnue du modèle {{Conversion}}.) à découvert s'étend dans toutes les directions au-delà des murs ; toute approche ennemie pourrait s'avérer extrêmement dangereuse.[réf. nécessaire]

## Bataille

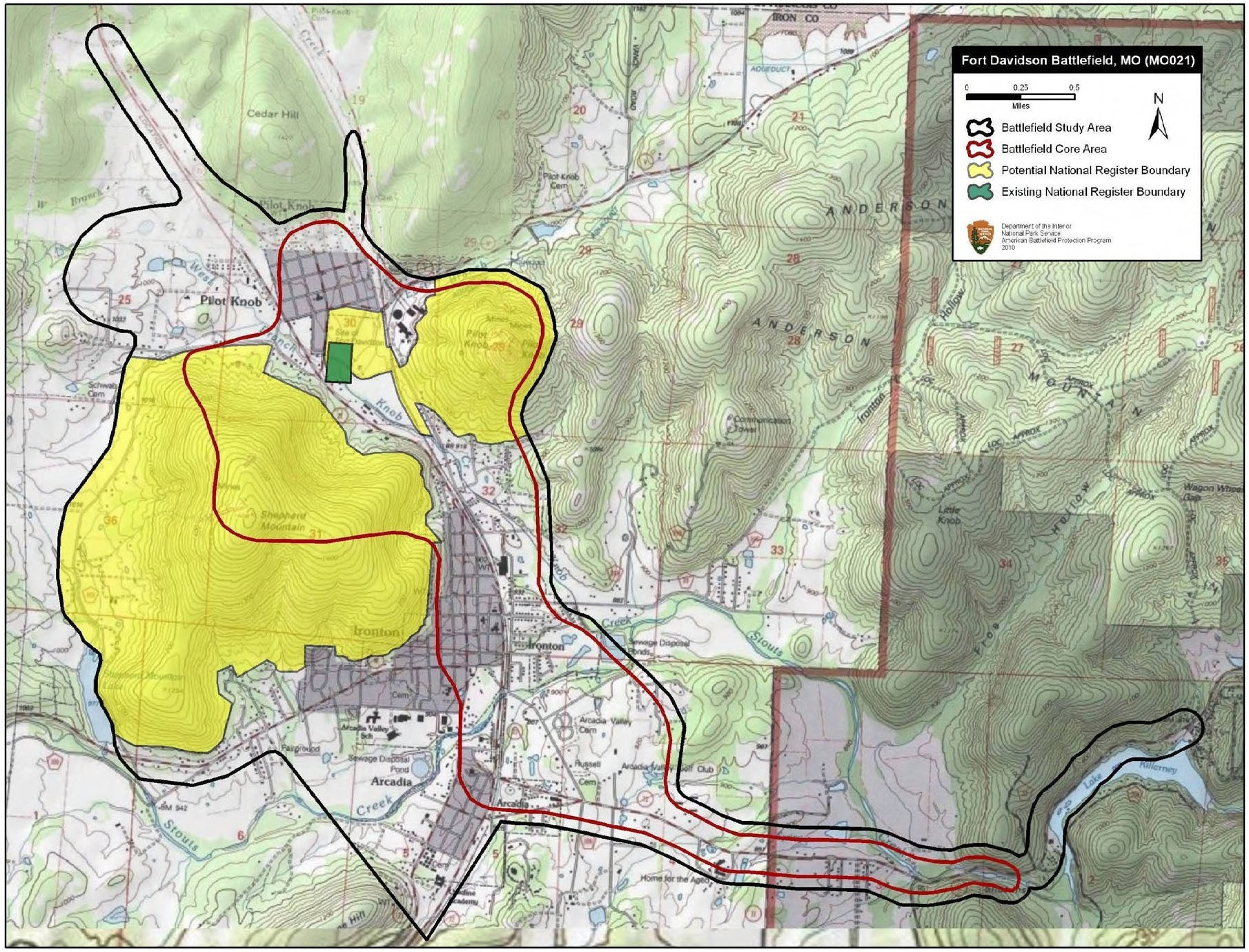
La carte du champ de bataille de fort Davidson et des zones d'étude par le programme de protection des champs de bataille.

La bataille de fort Davidson commence le 26 septembre, lorsque les éléments de tête de l'armée de Price rencontrent les piquets de l'Union au sud d'Ironton, à 3 milles (4,828032 km) au sud de Fort-Davidson. Les troupes fédérales sont repoussées dans la ville, et les deux camps échangent des coups de feu sur la pelouse du palais de justice du comté d'Iron. Ce bâtiment existe toujours, et les dommages causés par des balles perdues peuvent encore être vus dans la structure de briques. Alors que de plus en plus de rebelles arrivent, les forces de l'Union qui s'amenuisent se retirent dans le fort.[réf. nécessaire]
Le 27 septembre, Ewing rejette plusieurs demandes des commandants confédérés de reddition du fort. Ewing écrit plus tard qu'il a considéré la capitulation sauf qu'il avait des civils afro-américains dans son camp et le massacre de soldats noirs plus tôt dans l'année à fort Pillow, au Tennessee l'ont inquiété. En outre, Ewing n'est pas certain de son propre sort, s'il est capturé. Il a émis l'ordre général n ° 11 après le raid de William C. Quantrill contre Lawrence, au Kansas, en 1863, et a utilisé la cavalerie de l'Union pour obliger des milliers des civils du Missouri à partir en Arkansas pour collaboration présumée avec les bushwackers confédérés. Ainsi, Ewing décide de combattre et Price détermine de prendre le fort le jour même.[réf. nécessaire]
L'attaque de Price survient en un assaut massif à partir de plusieurs directions : une brigade vient sur le haut de Pilot Knob, engloutissant une petite force de l'Union, tandis qu'une autre attaque sur le sommet de Shepherd Mountain. Une troisième brigade longe Shepherd Mountain pour attaquer les côtés au nord-ouest du fort, et la quatrième attaque par une vallée entre deux montagnes. Alors que les troupes de l'Union sont repoussées par la supériorité du nombre, les rebelles prennent le contrôle de Shepherd Mountain, au sud-ouest du fort. Une batterie confédérée de deux canons est ensuite déployée, et ses tirs meurtriers cause l'abandon de la plus petite des deux tranchées à l'intérieur du fort.[réf. nécessaire]
Ces assauts ne sont pas lancés simultanément, cependant, permettant aux canons du fort Davidson d'être dirigés alternativement sur chacune des unités confédérées. Seule une brigade atteint effectivement le fort lui-même, sous d'une grêle déclinante des tirs de canon et de fusil, uniquement pour trouver les ouvrages trop raides à escalader. Au cours de l'assaut, les défenseurs de l'Union reçoivent des grenades à main des magasins du fort ; ces engins à impact en ailettes en bois sont jetés des murs, forçant les rebelles à interrompre leur attaque. Les sudistes désorganisés reculent et préparent le renouvellement de l'assaut du fort le lendemain.[réf. nécessaire]
Alors que Price fait construire par ses troupes des échelles pour un nouvel assaut le lendemain matin, Ewing tient un conseil de guerre à l'intérieur du fort. Ewing a reçu des ordres avec du retard de Saint-Louis d'abandonner le poste ; il convient maintenant que sa position est intenable et prévoit de s'échapper. Les soldats de l'Union mettent tout le matériel qu'ils ne peuvent pas prendre avec eux à l'intérieur du magasin à poudre, drapent le pont-levis en toile pour étouffer les sons de leur mouvement, et commencent à sortir furtivement du fort après minuit. Bien que les confédérés aient allumé un grand tas de charbon de bois pour éclairer la vallée, les survivants de l'Union se retirent inaperçus vers nord-ouest, directement entre les deux camps des confédérés épuisés. Ils laissent une mèche à combustion lente dans le magasin de poudre, qui explose dans une énorme explosion bien après la disparition des troupes de l'Union. En dépit de l'énorme explosion, Price ne fait pas enquêter ses hommes sur l'état du fort avant l'aube.[réf. nécessaire]

## Conséquences
Les subordonnés de Price sont furieux de cette tromperie, et exigent que leur commandant de poursuivre les troupes de l'Union en fuite. Mais Price soulève des objections. Il a perdu plus de dix pour cent de son armée et trois précieux jours dans cette tentative vaine, et ses rêves de prendre Saint-Louis sont maintenant clairement anéantis. La défense audacieuse d'Ewing du fort et sa fuite au travers des lignes de Price font les manchettes des journaux sur le théâtre occidental, et, finalement, Ewing reçoit les remerciements personnels du président reconnaissant, Abraham Lincoln.
Bien que le nombre exact des pertes confédérées soient inconnues, les historiens estiment que le total des pertes sudistes lors de la bataille de fort Davidson s'élèvent à environ 1000. Des chiffres antérieurs donne un niveau plus élevé. Cela se compare aux 200 pertes de l'Union, dont 28 sont tuées.[réf. nécessaire]
Les troupes de Price se mettent en selle et reprennent leur avance vers le nord, pour finalement tourner vers l'ouest, vers Jefferson City, la capitale de l'État. Trouvant cette ville trop lourdement fortifiée, ils poursuivent encore plus loin vers l'ouest, ouvrant leur chemin vers Kansas City et Fort Leavenworth. En fin de compte, à Westport, Price subira une défaite écrasante, et sera forcé de mettre fin à sa campagne du Missouri. À la suite de la bataille de Mine Creek, la plus grande action de cavalerie de la guerre de Sécession et la seule bataille rangée entre les armées de l'Union et confédérées livrée dans le Kansas, l'armée de Price est détruite en tant qu'unité efficace. Elle retourne tant bien que mal en arrière dans l'Arkansas, ayant perdu plus de 50% des hommes qui ont débuté la campagne en septembre.[réf. nécessaire]

## Site historique d'État du fort Davidson

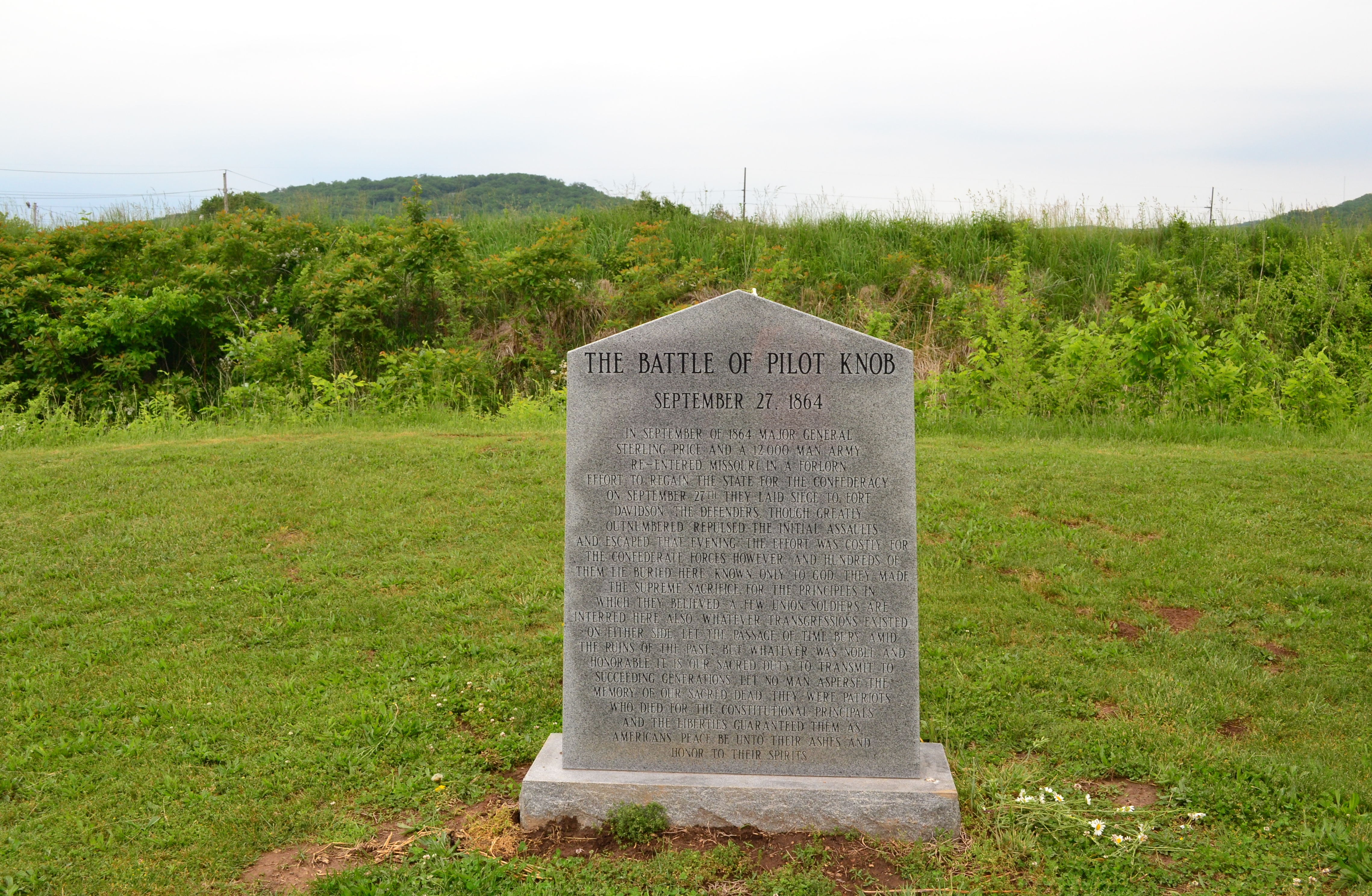
Monument de granit derrière lequel se dressent les travaux de terrassement du fort

Aujourd'hui, la zone de combat et un musée sont gérés par le système des parcs l'État du Missouri en tant que « site historique d'État de fort Davidson ». Les travaux de terrassement de la fort sont encore généralement intacts, autour de l'énorme trou qui a été causé par l'explosion de la poudre. À la suite de la bataille, les confédérés ont conservé le terrain et étaient donc responsables de l'enterrement des morts. L'une des tranchées a été donc choisie pour être utilisée comme charnier. Bien que le nombre exact des victimes confédérées soit inconnu, les historiens du parc estiment que le total des victimes sudistes est d'environ 1000. Cela se compare aux 200 victimes de l'Union, parmi lesquelles 28 sont tuées. Le charnier est marqué par un monument de granit. Le site est répertorié sur le Registre national des lieux historiques des États-Unis.[réf. nécessaire]
La Civil War Trust, ses membres et ses partenaires ont acquis et conservé 41 hectares du champ de bataille du fort Davidson jusqu'en 2017.